# SeaMonkey
A SeaMonkey szabad, nyílt forrású és platformfüggetlen internetes szoftvercsomag. Egy újabb változata a korábbi Mozillának, annak forráskódjára építve. Egy webböngészőből, a SeaMonkey Navigatorból, (ami a Netscape-család egyik utódja), egy e-mail kliensből, és egy egy hírolvasó programból áll, valamint egy WYSIWYG HTML szerkesztővel: a SeaMonkey Composerrel. A fejlesztés közösségi alapokon működik, ellentétben a korábbi Mozilla-csomaggal, amelynek fejlesztését az 1.7.13 -as kiadásáig a Mozilla Tanács koordinálta. Az új projektvezető tanács a SeaMonkey Tanács (SeaMonkey Council).

## Külső hivatkozások
- A SeaMonkey projekt
- SeaMonkey Wiki
- SeaMonkey kiegészítők[halott link]